# Adlertag
Adlertag („Ziua Vulturului”) a fost prima zi a „Operațiunii Atacul Vulturului” (Unternehmen Adlerangriff), care a fost numele de cod  al operațiunii aeriene a Germaniei Naziste executată de Luftwaffe. Operațiunea urmărea distrugerea Forțele Aeriene Regale britanice. În iunie 1940, aliații occidentali fuseseră înfrânți în Europa Occidentală și Scandinavia. Liderii britanici au hotărât să respingă orice propunere de negociere a păcii cu germanii  și au continuat lupta.
Hitler a emis pe 16 iulie Directiva nr. 16, prin care cerea Wehrmachtului și  Luftwaffe organizarea unui asalt amfibiu de proporții pentru „pacificarea” Regatului Unit. Invazia militară germană a primit numele de cod Operațiunea Leul de Mare (Unternehmen Seelöwe). Mai înainte ca să înceapă invazia terestră, germanii trebuiau să obțină superioritatea sau supremația aeriană. Luftwaffe trebuia să distrugă RAF pentru ca să împiedice atacarea flotei de invazie sau asigurarea de protecție Flotei Metropolitane a Royal Navy. Hitler le-a ordonat comandantului Luftwaffe, Reichsmarschallul Hermann Göring și Înaltului Comandament al Luftwaffe să pregătească atacul.
Principala țintă a fost RAF Fighter Command. Distrugerea Comandamentului Aviației de Vânătoare i-ar fi împiedicat pe britanici să păstreze superioritatea aeriană în propriul spațiu aerian. De-a lungul lunilor iulie și august, germanii s-au pregătit intens pentru Adlertag. Data atacului a fost amânată de mai multe ori datorită condițiilor meteo nefavorabile. În cele din urmă, a fost aleasă ziua de 13 august 1940. Atacurile aeriene ale germanilor au provocat importante pierderi umane și materiale la sol dar, datorită calității scăzute a informațiilor și comunicațiilor, nu au produs pierderi semnificative Comandamentului Aviației de Vânătoare, care și-a păstrat capacitatea de apărare eficientă a spațiului aerian britanic.
Göring îi promisese lui Hitler că Adlertag și Adlerangriff își vor atinge obiectivele în decursul  a câteva zile, cel mult într-o săptămână. Această operațiune trebuia să fie începutul sfârșitului RAF Fighter Command, dar Adlertag și operațiunile care au urmat au eșuat în încercarea de distrugere a RAF. Luptele care au avut loc în timpul Adlertag aveau să fie cunoscute ca Bătălia Angliei. În timpul acestei campanii, Luftwaffe a fost împiedicată de RAF să obțină superioritatea aeriană. Ca urmare, Operațiunea Leul de Mare a fost anulată.

## Cadru istoric

### Considerente strategice
După declarația de război a Regatului Unit și Franței împotriva Germaniei Naziste după invadarea Poloniei, au urmat nouă luni de inactivitate pe frontul de vest (așa-numitul „Război ciudat”). După încheierea victorioasă a campaniei din Polonia, Oberkommando der Luftwaffe și Oberkommando der Wehrmacht și-au  concentrat atenția asupra atacarea Europei Occidentale.
Ofensiva germană, cunoscută ca Unternehmen Gelb – Planul Galben, sau ca Planul Manstein, a fost declanșată în vestul Europei pe 10 mai 1940. Campania centrală reprezentată de luptele din Franța s-a încheiat cu înfrângerea forțelor aliate și distrugerea principalelor forțe terestre franceze. Corpul Expediționar Britanic a putut să fie evacuat în timpul luptelor de la Dunkerque, dar Wehrmachtul a reușit să ocupe Parisul pe 14 iunie și, mai apoi aproape ⅔ din teritoriul național francez. Franța a capitulat pe 25 iunie 1940.
După ce puterile Europei Occidentale continentale au fost neutralizate, OKL și OKW ș-au îndrepta atenția spre Regatul Unit, care devenise baza operațiunilor aliate în Europa. Hitler a sperat ca Londra să negocieze un armistițiu, pentru semnarea căruia dictatorul german era dispus să ofere condiții generoase. Ofertele făcute de Hitler au fost respinse de guvernul de coaliție condus Winston Churchill. Ca urmare, Hitler a ordonat Luftwaffe și Kriegsmarine să se pregătească pentru debarcarea forțelor terestre germane în Anglia – Unternehmen Seelöwe. Luftwaffe trebuia să distrugă RAF, iar Kriegsmarine a primit ordinul să facă toate pregătirile necesare pentru transportarea forțelor armatei terestre (Heer) peste Canalul Mânecii. Luftwaffe trebuia să își finalizeze prima obiectivele. Odată ce RAF avea să fie distrusă, Hitler și  Göring spera că Regatul Unit să cedeze, iar operațiunea amfibie să nu mai fie necesară. Dacă, în ciuda distrugerii forțelor lor aeriene, britanicii ar fi continuat să refuze să capituleze, Luftwaffe trebuia să sprijine debarcarea forțelor terestre și să prevină intervenția Royal Navy pentru perturbarea traficului naval german peste Canal. Göring a numit ofensiva germană împotriva RAF Adlerangriff (Operațiunea Atacul Vulturului).

### Cadrul general: luptele inițiale
Pierderile din primăvara anului 1940 slăbiseră capacitatea de luptă Luftwaffe mai înainte de declanșarea Bătăliei Angliei. Planificatorii germani au fost obligați să aștepte până când forțele aeriene au reușit să ajungă la niveluri acceptabile de dotare și pregătire mai înainte de declanșarea atacului împotriva RAF.
De aceea, prima fază a ofensivei aeriene germane a avut loc deasupra Canalului Mânecii. În această fază, germanii au atac foarte rar bazele aeriene ale RAF din interiorul teritoriului englez, dar au încercat să atragă escadrilele britanice în luptă prin atacarea convoaielor navale care străbăteau Canalul. Această fază avea să dureze de la 10 iulie până pe 8 august 1940. Atacurile împotriva convoaielor navale nu au avut succesul scontat. În această perioadă, aviația germană a reușit să scufunde vase de doar 25.000 t. Minarea apelor din avioane s-a dovedit mai profitabilă. Minele marine au scufundat vase britanice de 39.000 t. Impactul asupra Comandamentului Aviației de Vânătoare a fost neînsemnat. RAF a pierdut în iulie 74 de piloți morți sau dispăruți în luptă și 48 de răniți. Efectivele britanicilor au crescut la 1.429 piloți în august. La această dată, RAF mai avea nevoie de instruirea și încadrarea în unitățile active a doar 124 de piloți.
În a doua fază a atacurilor au fost atacate în perioada 8 – 18 august transporturile navale, aeroporturile din zona litorală, stațiile radar la sud de Londra. Luftwaffe a crescut neîncetat frecvența atacurilor.  Bombardierele germane au efectuat raiduri nocturne împotriva unor obiective aflate în nord, la Liverpool.
Primul raid important în adâncimea teritoriului britanic și împotriva aeroporturilor RAF a fost executat pe 12 august. Aeroporturile RAF Hawkinge, Lympne, Manston și stațiile radar de la Pevensey, Rye și Dover au fost ținta atacurilor germane. Au fost bombardate de asemenea docurile portului Portsmouth. Rezultatele raidurilor au variat de la caz la caz. Stația radar de la Ventnor a fost puternic avariată. Alte ținte au fost de asemenea avariate, dar nu distruse. Toate acestea din urmă au fost puse în funcțiune a doua zi după atac. Atacurile împotriva portului și a bazelor aeriene RAF nu și-au atins scopul. Toate erau funcționale la sfârșitul zilei și activitatea se desfășura normal a doua zi dimineața. Serviciile de informații germane s-au înșelat în privința aeroportului Lympne, care nu fusese dat încă în funcțiune. Astfel de greșeli ale serviciilor de informații au contribuit în final la eșecul Adlertag.
Germanii nu au reușit să obțină un succes proporțional cu amploarea eforturilor depuse. Cu toate aceste, crezând că vor reuși distrugerea Fighter Command, germanii s-au pregătit să lanseze a doua zi atacul global împotriva RAF. Până pe 12 august, forțele aeriene germane atinseseră o capacitate de luptă caracterizată ca acceptabilă. Luftwaffe a început Adlertag cu 71% dintre bombardiere, 85% dintre avioanele de vânătoare Bf 109 și 83% dintre avioanele grele de vânătoare Bf 110 în stare de funcționare.

## PregătirileLuftwaffe

### Serviciile de informații

O hartă a Marii Britanii care ilustrează zonele acoperite de stațiile sale radar. Raza de acțiune ajungea până în Marea Nordului, Canalul Mânecii și nordul Franței.

Informațiile eronate au fost factorul determinant în eșecul Adlertag. În această perioadă, serviciile de informații britanice începuseră să obțină informații de bună calitate. Spargerea codurilor mașinii de criptat „Enigma” și slaba disciplină a operatorilor radio Luftwaffe le-a permis englezilor să obțină informații valoroase cu privire la operațiunile inamicului. Impactul proiectului Ultra asupra Bătăliei Angliei este încă un subiect de dispute, istoricii oficiali ai războiului negând impactul direct asupra luptelor. Indiferent dacă este adevărat sau nu, Ultra și, în particular, Stațiile Y le-a oferit britanicilor o imagine tot mai precisă asupra amplasării forțelor germane.
Joseph „Beppo” Schmid a fost ofițerul responsabil cu  obținerea informațiilor în cadrul Luftwaffe. În toată această perioadă, Schmid a făcut o serie de erori. În iulie 1940, Schmid a supraestimat în mod grotesc capacitatea de luptă a Luftwaffe, subestimând-o în același timp pe cea a RAF. Cele mai grave greșeli au fost cele legate de identificarea stațiilor radar, a aeroporturilor și a fabricilor din industria aviatică. Schmid a susținut că numărul aeroporturilor operaționale din sudul Angliei era extrem de limitat. El a estimat că britanicii pot fabrica 180-330 avioane de vânătoare pe lună, (cifra reală era de peste 490 de aparate lunar) și că acest nivel de producție avea să scadă, ceea ce însemna că RAF nu era capabilă să susțină o luptă lungă de uzură. Tot el a afirmat că sistemul de comandă britanic este rigid și inflexibil, avioanele de vânătoare fiind legate de bazele lor. Schmid nu a menționat capacitatea ridicată a serviciilor de reparații și întreținere a RAF, care erau capabile să repună în funcțiune avioanele avariate în lupte. O eroare foarte gravă a lui Schmid a fost nemenționarea în vreun fel a stațiilor radar. Ca un corolar al tuturor greșelilor și omisiunilor sale, Schmid a anticipat o bătălie aeriană de scurtă durată.
Lipsa unor atacuri susținute și concentrate asupra radarelor le-a permis acestora din urmă să sprijine fără probleme desfășurarea unităților RAF la timp și la momentul potrivit. Avertismentele primite din partea stațiilor radar cu privire la forțele germane care se apropiau de Anglia au fost un atu crucial în folosul Fighter Command. Luftwaffe nu fusese capabilă să identifice corect tipurile aerodromurilor RAF. Analiștii germani au făcut erori repetate, considerând în mod greșit că unele aeroporturi sunt ale Fighter Command, când de fapte ele erau ale Pazei de Coastă sau ale Comandamentului Bombardierelor. În timpul Adlertag, cele mai multe obiective distruse de Luftwaffe nu au dus la nicio scădere a capacității de luptă a Fighter Command.

### Obiectivele și desfășurarea de forțe
Următoarele obiective au fost alese pentru atacul de pe 13 august 1940. 

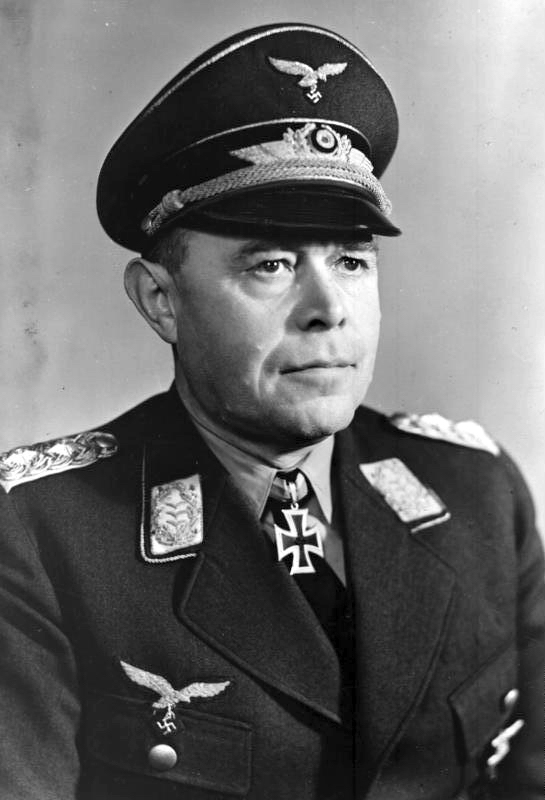
Albert Kesselring, comandantul Luftflotte 2.

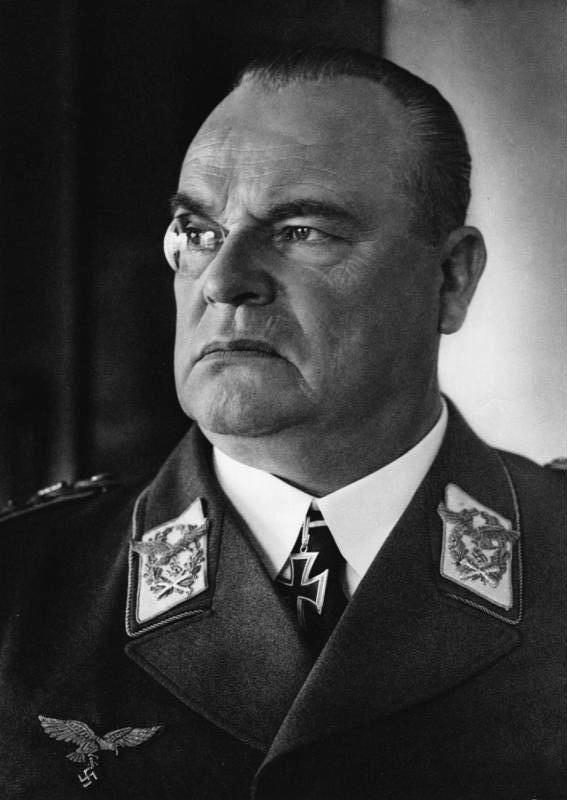
Hugo Sperrle, comandantul Luftflotte 3.

| \| Obiectivele pentru 13 august 1940 \| Obiectivele pentru 13 august 1940 \| \| Unitatea germană de bombardiere \| Obiectiv \| \| ---------------------------------------- \| ------------------------------------------------------------------------------------------------------------------------------------------------------------------------------------------------ \| \| Kampfgeschwader 1 (KG 1) \| RAF Biggin Hill[37] \| \| Kampfgeschwader 76 (KG 76)[38] \| RAF Kenley[38] RAF Debden[38], RAF Biggin Hill[39], alte obiective neidentificate[40] \| \| Kampfgeschwader 2 (KG 2) \| RAF Hornchurch[41], RAF Eastchurch[42], RAF Manston \| \| Kampfgeschwader 3 (KG 3) \| RAF Eastchurch [37][Note 1][43] \| \| Kampfgeschwader 53 (KG 53) \| RAF North Weald[44] \| \| Erprobungsgruppe 210 \| Staiile radar Rye, Pevensey și Dover și aeroporturile RAF Hawkinge, RAF Manston/RAF Kenley[45] \| \| Kampfgeschwader 4 (KG 4) \| Obiective necunoscute datorită lipsei documentelor. Se știe sigur că avioanele acestei unități au plasat mine marine în Canalul Mânecii.[46] \| \| Kampfgeschwader 40 (KG 40) \| RAF Dishforth \| \| Kampfgeschwader 26 (KG 26) \| RAF Dishforth[47], Linton-on-Ouse[43] \| \| Kampfgeschwader 30 (KG 30) \| RAF Driffield[48] \| \| Kampfgeschwader 27 (KG 27) \| Porturile din Bristol, Birkenhead, Liverpool[49] \| \| Lehrgeschwader 1 (LG 1)[50] \| RAF Worthy Down[50], Porturile Southampton, Portsmouth și aeroporturile din zonă[51], RAF Detling[52][53], alte misiuni nespecificate [54] \| \| Sturzkampfgeschwader 3 (StG 3) \| StG 3 rebuia să ia parte la atac. Din motive rămase necunoscute, participarea sa a fost anulată.[55] Există surse care afirmă că misiunea StG 3 a fost anulată datorită vremii nefavorabile.[56] \| \| Kampfgeschwader 51 (KG 51) \| RAF Bibury[57], Portul Spithead[58], stația radar Ventnor \| \| Kampfgeschwader 54 (KG 54) \| Baza aeriană a Forțelor Navale de la Gosport[59], RAF Croydon[60] RAF Farnborough[61] RAF Odiham[62] \| \| Kampfgeschwader 55 (KG 55) \| Plymouth[63], Feltham[64], RAF Middle Wallop[65] \| \| Sturzkampfgeschwader 1 (StG 1) \| RAF Warmwell[14], RAF Detling[53] \| \| I. și II./Sturzkampfgeschwader 2 (StG 2) \| Portul Portland, aerodromurile din regiunea Portland [14], RAF Middle Wallop, RAF Warmwell[14], Yeovil \| \| Sturzkampfgeschwader 77 (StG 77) \| RAF Warmwell, Portland[61] \| | |
| Obiectivele pentru 13 august 1940 | |
| Unitatea germană de bombardiere | Obiectiv |
| Kampfgeschwader 1 (KG 1) | RAF Biggin Hill |
| Kampfgeschwader 76 (KG 76) | RAF Kenley RAF Debden, RAF Biggin Hill, alte obiective neidentificate |
| Kampfgeschwader 2 (KG 2) | RAF Hornchurch, RAF Eastchurch, RAF Manston |
| Kampfgeschwader 3 (KG 3) | RAF Eastchurch |
| Kampfgeschwader 53 (KG 53) | RAF North Weald |
| Erprobungsgruppe 210 | Staiile radar Rye, Pevensey și Dover și aeroporturile RAF Hawkinge, RAF Manston/RAF Kenley                                                                                               |
| Kampfgeschwader 4 (KG 4) | Obiective necunoscute datorită lipsei documentelor. Se știe sigur că avioanele acestei unități au plasat mine marine în Canalul Mânecii.                                                 |
| Kampfgeschwader 40 (KG 40) | RAF Dishforth |
| Kampfgeschwader 26 (KG 26) | RAF Dishforth, Linton-on-Ouse |
| Kampfgeschwader 30 (KG 30) | RAF Driffield |
| Kampfgeschwader 27 (KG 27) | Porturile din Bristol, Birkenhead, Liverpool |
| Lehrgeschwader 1 (LG 1) | RAF Worthy Down, Porturile Southampton, Portsmouth și aeroporturile din zonă, RAF Detling, alte misiuni nespecificate                                                                    |
| Sturzkampfgeschwader 3 (StG 3) | StG 3 rebuia să ia parte la atac. Din motive rămase necunoscute, participarea sa a fost anulată. Există surse care afirmă că misiunea StG 3 a fost anulată datorită vremii nefavorabile. |
| Kampfgeschwader 51 (KG 51) | RAF Bibury, Portul Spithead, stația radar Ventnor |
| Kampfgeschwader 54 (KG 54) | Baza aeriană a Forțelor Navale de la Gosport, RAF Croydon RAF Farnborough RAF Odiham |
| Kampfgeschwader 55 (KG 55) | Plymouth, Feltham, RAF Middle Wallop |
| Sturzkampfgeschwader 1 (StG 1) | RAF Warmwell, RAF Detling |
| I. și II./Sturzkampfgeschwader 2 (StG 2) | Portul Portland, aerodromurile din regiunea Portland , RAF Middle Wallop, RAF Warmwell, Yeovil                                                                                           |
| Sturzkampfgeschwader 77 (StG 77) | RAF Warmwell, Portland |

## Pregătirile RAF

### Detection

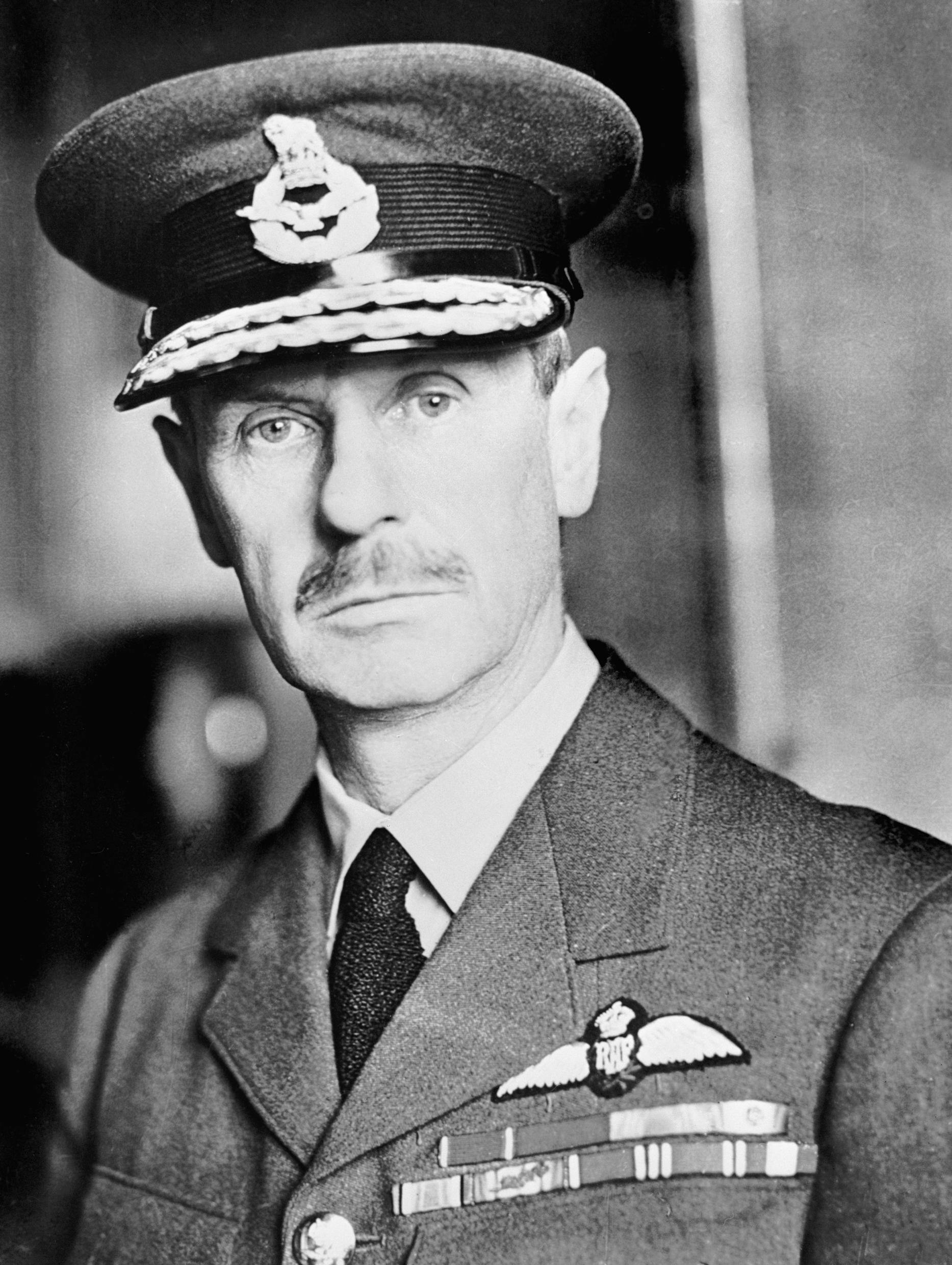
Hugh Dowding, comandantul Fighter Command.

Cel mai important element al defensivei britanice a fost infrastructura complexă de detecție, comandă și control care asigura conducerea luptelor aeriene. Aceasta era „Sistemul Dowding”, care purta numele inițiatorului său, mareșalul aerului  Sir H.C.T. "Stuffy" Dowding, comandantul RAF Fighter Command. Dowding a modernizat sistemul creat încă în 1917 de generalul-maior  E B Ashmore. Principalele măsuri ale sistemului au fost puse în practică chiar de Dowding. Cea mai importantă pare să fi fost informațiile  „Radio Direction Finding” (RDF sau radar) care, alături de informațiile obținute de Royal Observer Corps (ROC), au fost de importanță  crucială pentru capacitatea RAF de interceptarea avioanelor care atacau insulele britanice. tehnologia a fost numită „RAF” cu intenția de inducere în eroare a serviciilor de informații inamice.
Primele indicații cu privire la raidurile care se apropiau de frontierele britanice erau recepționate de la stațiile Chain Home Radio Direction Finding (RDF), care erau poziționate pe plajele britanice. În cele mai multe cazuri, RDF putea să identifice informații cu privire la avioanele Luftwaffe încă din perioada în care formau grupurile de atac în spațiul aerian al aeroporturilor din nordul Franței și Belgiei. Atunci când avioanele atacatoare zburau în spațiul aerian britanic, mișcările lor erau urau urmărite de ROC (Royal Observer Corps). Informațiile RDF și ROC erau trimise către către camerele de operațiuni ale Cartierelor Generale ale Fighter Command de la  stația RAF Bentley Priory. Piloții erau cei care hotărau dacă avioanele care se apropiau erau „prieteni” sau „dușmani”. Dacă hotărârea era „dușman”, informația era trimisă la camera operațională principală, care se afla într-un buncăr subteran uriaș.

### Urmărirea raidurilor
În camera operațională principală, informațiile primite din toate sursele prin telefon făceau ca raidurile să fie poziționate pe hartă de femeile încadrate în Forțele Aeriene Auxiliare (WAAF). Informații suplimentare erau oferite de stațiile radio Y Service, care urmăreau comunicațiile radio și de către centru de decriptare a informațiilor Ultra de la Bletchley Park. Indicatoare colorate conform unui cod prestabilit erau plasate pe o masă de mari dimensiuni, pe care se întindea o hartă împărțite în careuri. Indicatoarele colorate erau mutate pe hartă cu crose magnetice în funcție de indicațiile obținute de radare. Acest sistem permitea comandantului Dowding și controlorilor săi de trafic să aprecieze cât mai corect direcția de deplasare a fiecărui raid, înălțimea de zbor și numărul de avioane. Toate aceste informații permiteau estimarea posibilelor ținte ale raiduri inamice. Vechimea informației era marcată prin modificarea culorii indicatoarelor. Simplitatea sistemului făcea ca deciziile să fie luate cu mare rapiditate.

### Comunicațiile și interceptarea inamicului
Informațiile erau transmise simultan la Cartierele generale al fiecărui grup aerian, unde era verificat de două ori mai înainte către alte camere operaționale, care erau la rândul lor plasate în buncăre subterane. Deoarece grupurile aeriene aveau controlul tactic al luptelor aeriene, ele erau organizate diferit față de Bentley Priory. Harta principală și masa de urmărire reprezenta doar zona de care era răspunzător grupul aerian și aeroporturile care depindeau de acesta. Numeroase echipamente radio și telefonice transmiteau și recepționau informațiile spre și de la diferitele aeroporturi de sector, ca și de la ROC, comandamentul artileriei antiaeriene și de la marina militară. „Duty fighter controller” era un reprezentat personal al comandantului de grup având  sarcina verificării modalității în care era interceptat fiecare raid. În cazul în care rețelele telefonice se defectau, tehnicienii se deplasau la locație în câteva minute și reparau instalațiile defecte.

## Bătălia

### Raidul KG 2

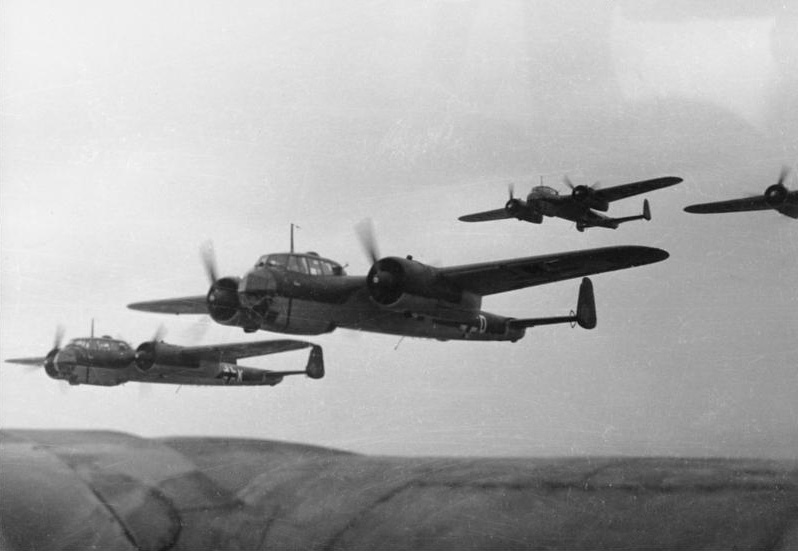
Bombardierul Dornier Do 17 a fost aparatul de zbor folosit de KG 2 pe toată durata Bătăliei Angliei.

În dimineața zilei de 13 august, condițiile meteo nu erau favorabile atacului, iar Göring a ordonat amânarea raidurilor. Cu toate acestea, bombardierele Dornier Do 17 ale KG 2 nu au fost informate cu privire la acest ordin și au decolat la 04:50. Bombardierele trebuiau să se întâlnească cu avioanele de escortă din ZG 26 deasupra Canalului Mâneci. ZG 26 primise în schimb ordinul de anulare a misiunii, cu excepția II./KG 2 și III./KG 2. Aceste subunități au fost gata de zbor la 05:10 și s-au ridicat în aer sub comanda lui Geschwaderkommodore Johannes Fink. O parte a formațiunilor ZG 26, care au decolat sub conducerea Oberstleutnant Joachim Huth, a încercat să transmită bombardierelor ordinul de anulare a raidului. Pentru că nu a reușit să ia contactul radio cu echipajele bombardierelor, Huth a încercat să le semnaleze ordinul de anulare zburând în fața lor și executând manevre acrobatice. Fink a ignorat aceste semnale și a continuat să zboare spre ținte. KG 2 a zburat de-a lungul litoralului spre obiectivul său, aeroportul  Eastchurch de pe  Insula Sheppey. Albert Kesselring ordonase bombardierelor de sub comanda lui să abandoneze misiunile dacă avioanele de escortă nu venea la întâlnire, dar Fink nu a vrut să fie acuzat de eșecul misiuni și a continuat să zboare spre obiectiv, chiar dacă avioanele de vânătoare Bf 110 făcuseră calea întoarsă. Drumul de întoarcere ar fi purtat KG 2 prin sectorul defensiv al Grupului 11 RAF de vânătoare, iar fără avioanele de escortă bombardierele ar fi fost o pradă ușoară pentru piloții britanici. Pentru britanici a urmat o serie de greșeli. Observatorii aerieni au indicat o direcție greșită de deplasare a bombardierelor, cel mai probabil din cauza plafonului jos al norilor, stațiile radar nu au identificat direcția de deplasare a germanilor, iar operatoarele WAAF ai indicat greșit pe hartă deplasarea raidului. Ca urmare, RAF nu a reușit să împiedice bombardierele să ajungă la țintă.
Pentru o oră după răsăritul soarelui în dimineața zilei de 13 august, pe hărțile din camerele de operațiuni nu erau plasate decât câteva indicatoare ale avioanelor germane, niciunul dintre acestea nefiind plasat în zona centrală sau de est a Canalului. Primele semne ale concentrărilor de avioane au venit mai devreme decât de obicei. Era vorba de două formații de 30 sau mai multe avioane localizate în regiunea Amiens în perioada 05:30 - 05:40. Pentru 30 de minute, aceste formații au zburat în cercuri dar, după ora 06:10, bombardierele au început să zboare spre vest. Membrii Corpului Observatorilor și operatorii radar au ghidat unitățile de intercepție RAF. Fără să bănuiască adevăratele intenții ale germanilor, controlorii de zbor au direcționat trei escadrile cu efectivele complete și detașamente ale altor trei escadrile la ora 06:15 să ia curs de interceptare. Escadrila nr. 151  apăra un convoi care naviga pe Tamisa, Escadrila nr. 111 apăra aerodromul RAF Hawkinge, iar Escadrila nr. 74 acoperea aeroportul RAF Manston. Elemente ale escadrilelor 85, 43 și 238 au decolat de pe aeroporturi de lângă Londra. La 06:25, formațiile germane erau deasupra Canalului. Escadrila nr. 238 a fost direcționată să își apere baza proprie RAF Warmwell. Escadrila nr.  257 a primit la 06:20 ordinul să patruleze în zona Canterbury. Dat fiind faptul că a considerat aceste forțe deja aflate în zbor insuficient de puternice, controlorii au dat ordin de interceptare escadrilelor 601, 213, 64 și 87 în perioada 06:30 - 06:35. Primele lupte au avut loc la 06:30.
Datorită erorilor de identificare a observatorilor aerieni și a celor radar, KG 2 a reușit să lovească aeroportul fără să fie interceptat. KG 2 a revendicat distrugerea la sol a 10 avioane de vânătoare  Spitfire. De fapt, britanicii nu au pierdut în acest bombardament niciun avion al RAF Fighter Command. Pentru o anume perioadă de timp, această revendicare greșită a convins serviciile de informații germane că Eastchurch aparținea aviației de vânătoare și Luftwaffe avea să lanseze încă șapte raiduri inutile în săptămânile care au urmat. În afară de erorile serviciilor de informații, Luftwaffe nu a reușit să mențină o presiune continuă asupra britanicilor. Raidurile aveau perioade lungi de pauză, ceea permitea echipelor britanice de la sol să repare distrugerile. Eastchurch era un aeroport al pazei de coastă. Aici au fost distruse cinci bombardiere ușoare Bristol Blenheim și un avion de vânătoare Spitfire. Pe de altă parte, infrastructura aeroportului a fost puternic afectată de atac. Au fost distruse diverse echipamente și 16 militari de la sol au fost uciși. Echipele de la sol au făcut ca RAF Eastchurch să fie operațional până la ora 16:00.
Până la urmă, bombardierele au fost totuși interceptate. KG 2 a pierdut cinci bombardiere Do 17. Alte șase bombardiere au fost grav avariate. În schimb, focul mitraliorilor germani au dus la distrugerea a două Hurricane. Alte surse sugerează distrugerea a cinci bombardiere Do 17, cu șapte avariate. Germanii au pierdut 11 membri ai echipajelor morți și 9 prizonieri.

### Porturile și aeroporturile litorale

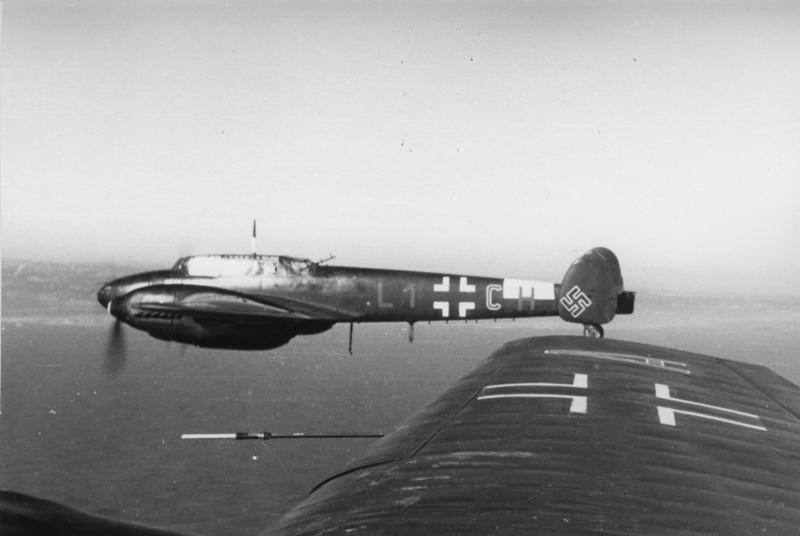
Din rândul avioanelor de vânătoare de tip Messerschmitt Bf 110, germanii au pierdut numeroase aparate de luptă în timpul Adlertag.

Cele mai multe unități ale Luftflotte 2 au primit ordinul de anulare a operațiunilor din dimineața zilei de 13 august, dar unele dintre ele au declanșat atacurile împotriva aeroporturilor și porturilor din sudul Angliei. KG 76 nu a mai efectuat misiunea împotriva Debden, dar în schimb a atacat aeroportul RAF Kenley și alte aerodromuri din Kent și Essex. Rezultatele și pierderile nu sunt cunoscute. KG 27 a abandonat de asemenea la cele mai multe operațiuni. III./KG 27 a încercat să bombardeze docurile din Bristol și a pierdut un bombardiere He 111 doborât de un pilot al Escadrilei 87 RAF. Rezultatele bombardamentului au fost neconcludente.
Ordinul de oprire a atacului nu a ajuns și la cartierul general al Luftflotte 3. Comandantul acestei flote aeriene, Hugo Sperrle, a ordonat executarea atacurilor. La ora 05:00, 20 bombardiere Junkers Ju 88 din I./KG 54 au decolat cu misiunea distrugerii aeroportului RAE Farnborough. La 05:05, 18 bombardiere Ju 88 din II./KG 54 au decolat pentru atacul împotriva aerodromului RAF Odiham. La 05:50, 88 Junkers Ju 87 din StG 77 a început zborul către  portul Portland. Raidurile erau escortate de aproximativ 60 avioane grele de vânătoare Bf 110 din Zerstörergeschwader 2 (Grupul de distrugătoare 2; ZG 2) și V./LG 1 și 173 de avioane de vânătoare Bf 109 din Jagdgeschwader 27 (JG 27), JG 53 și JG 3, care au zburat cu toate în fața bombardierelor cu misiunea să curețe spațiul aerian de avioanele de vânătoare inamice. Țintele StG 77 erau ascunse de stratul gros de nori, dar KG 54 a continuat să zboare către obiectiv. Avioanele de vânătoare RAF de la bazele Northolt, Tangmere și Middle Wallop au interceptat raidul. Patru bombardiere Ju 88 și un avion de vânătoare Bf 109 din cadrul  JG 2 au fost doborâte. Vânătorii germani au pretins că au doborât șase avioane RAF, iar mitraliorii de pe bombardiere au revendicat doborârea altor 14. În realitate, focul bombardierelor a avariat doar cinci avioane de vânătoare RAF. Piloții de vânătoare germani de pe Bf 109 au distrus doar un avion britanic și au avariat pe un al doilea. Dintre cele cinci avioane de vânătoare britanice avariate de bombardiere, două nu au mai putut fi reparate. Față de cele 20 de avioane revendicate, doar trei au fost distruse în realitate, iar trei piloți au fost răniți.
Restul misiunilor ale II./KG 54 care urma să atace RAF Croydon au fost anulate. I./KG 54 a lovit baza aeriană a marinei de la  Gosport. ZG 2 trebuia să asigure escorta aeriană în timpul atacurilor, dar căderea comunicațiilor radio a făcut ele să ajungă la țintă fără bombardierele Ju 88, care primiseră ordin să rămână la sol. RAF a reușit să doboare un avion Bf 110.
La 11:10, avioanele de vânătoare Bf 110 din V./LG 1 au decolat înaintea raidului bombardierelor din KG 54, cel mai probabil pentru momirea avioanelor de vânătoare RAF în lupte aeriene, pentru protejarea propriilor bombardiere. Numai că misiunea bombardierelor a fost anulată. Ordinul nu a ajuns în timp util și la V./LG 1, care și-a continuat misiunea spre zona de țintă. Cele 23 Bf 110 au continuat să zboare spre portul Portland. Germanii au fost întâmpinați de Hurricanele din Escadrila nr. 601. Șase avioane Bf 110 au fost distruse, iar trei avariate. Doar un singur Hurricane britanic a fost doborât, iar un al doilea avariat. O altă sursă afirmă că doar patru avioane  Bf 110 au fost distruse, în vreme ce o a treia dă cinci avioane germane distruse și cinci avariate. Zerstörergeschwader a revendicat o cifră ridicată de 30 de avioane de vânătoare RAF distruse, (în realitate, RAF a pierdut în acea zi, în toate luptele aeriene, doar 13 aparate de zbor), pentru o pierdere de 13 Bf 110 proprii. Atacurile din dimineața zilei se dovediseră a fi niște eșecuri de proporții. Atacurile au demonstrat că există mari probleme tehnice ale dispozitivelor de comunicație radio ale avioanelor.

### Reluarea atacurilor

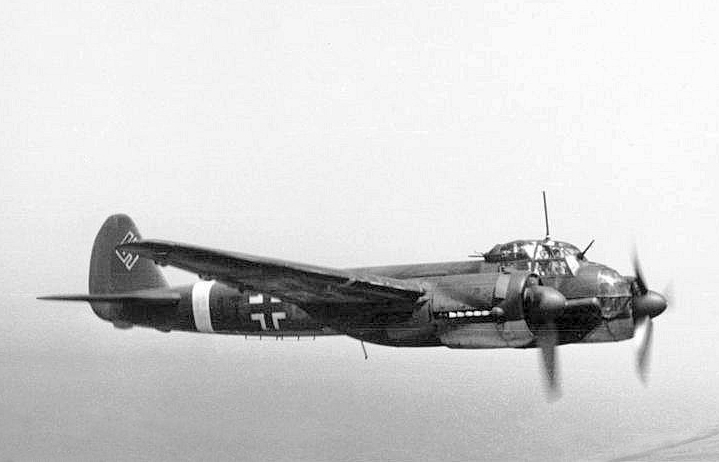
Bombardiere Junkers Ju 88 în formație – ele au constituit coloana vertebrală a raidurilor din după-amiaza zilei de 13 august.

Ordinul oficial de declanșare a atacului a fost dat la 14:00. La 15:30, 58 – 80 bombardiere Ju 88 din I./LG 1, II./LG 1, și III./LG 1, escortate de 30 de avioane de vânătoare Bf 110 din V./LG 1, au decolat pentru distrugerea aeroporturilor Boscombe Down și Worthy Down. De asemenea, trebuia bombardat aeroportul RAF Andover cu ajutorul a 52 de Ju 87 din StG 1 și StG 2, care aveau ca misiune principală aeroporturile RAF Warmwell și Yeovil. I./JG 53 avea desemnate avioane care să zboare în fața bombardierelor de la Poole la Lyme Regis ca să încerce să momească avioanele de vânătoare britanice să intre în lupte aeriene, îndepărtându-le astfel bombardiere. I./JG 53 a  ajuns deasupra teritoriului britanic la 16:00. Misiunea de ademenire a avioanelor RAF a eșuat. În schimb, elementele avansate germane au alarmat defensiva RAF cu cinci minute mai devreme. Când valul principal de atac al LG 1 și StG 2 au ajuns în spațiul aerian britanic, el a fost întâmpinat de 77 de avioane de vânătoare RAF.
II./JG 53, și III./JG 53 și III./ZG 76 asigurau escorta pentru bombardierele Ju 87. ZG 2 și JG 27 asigurau escorta pentru LG 1. Controlorii britanici de zbor au trimis toate avioanele Grupului 10 RAF pentru interceptarea. O escadrila (Staffel) din cadrul II./StG 2 a suferit pierderi grele în fața atacului Escadrilei nr. 609 – șase dintre cele nouă bombardiere Ju 87 au fost doborâte. StG 1 și 2 au renunța la misiunile inițiale datorită stratului gros de nori și s-au îndreptat spre Portland.
I./LG 1 a abandonat ținta inițială, Boscombe Down, și a bombardat în schimb orașul Southampton. Escadrila RAF 238 a fost trimisă să intercepteze aceste bombardiere, dar escorta germană a fost prea puternică și eficientă, iar raidul nu a putut fi oprit. Au fost distruse mai multe magazii, inclusiv o hală frigorifică. Toate incendiile provocate de bombardamente au fost puse sub control până la apus. Unul dintre bombardierele din III./LG 1 și-a lansat din greșeală bombele lângă stația de sector RAF Middle Wallop. Doar aerodromul Andover a fost lovit, dar acesta era folosit de bombardiere, nu de aviația de vânătoare. III./LG 1 a pierdut două avioane Ju 88. Grupul 13 de bombardiere Ju 88  a pierdut șase avioane doborâte, iar mai multe dintre aparatele sale au fost avariate. Bombardamentele au distrus o fabrică de biciclete, o magazie de mobilă și un depozit de carne congelată. Serviciile de informații Luftwaffe nu identificaseră corect fabrica de avioane Spitfire din Southampton, aflată lângă docuri. Informațiile pe care le aveau  germanii indicau că aceasta este o fabrică de bombardiere. Fabrica a fost atacată doar în septembrie, când a și fost grav afectată. Chiar și după acest atac, germanii nu au reușit să scadă în mod semnificativ producția britanică de avioane de vânătoare. Fabrica avea să fie  demontată și producția dispersată în unități mai mici aflate în locații mai depărtate.

### Operațiunile bombardierelor în picaj Ju 87

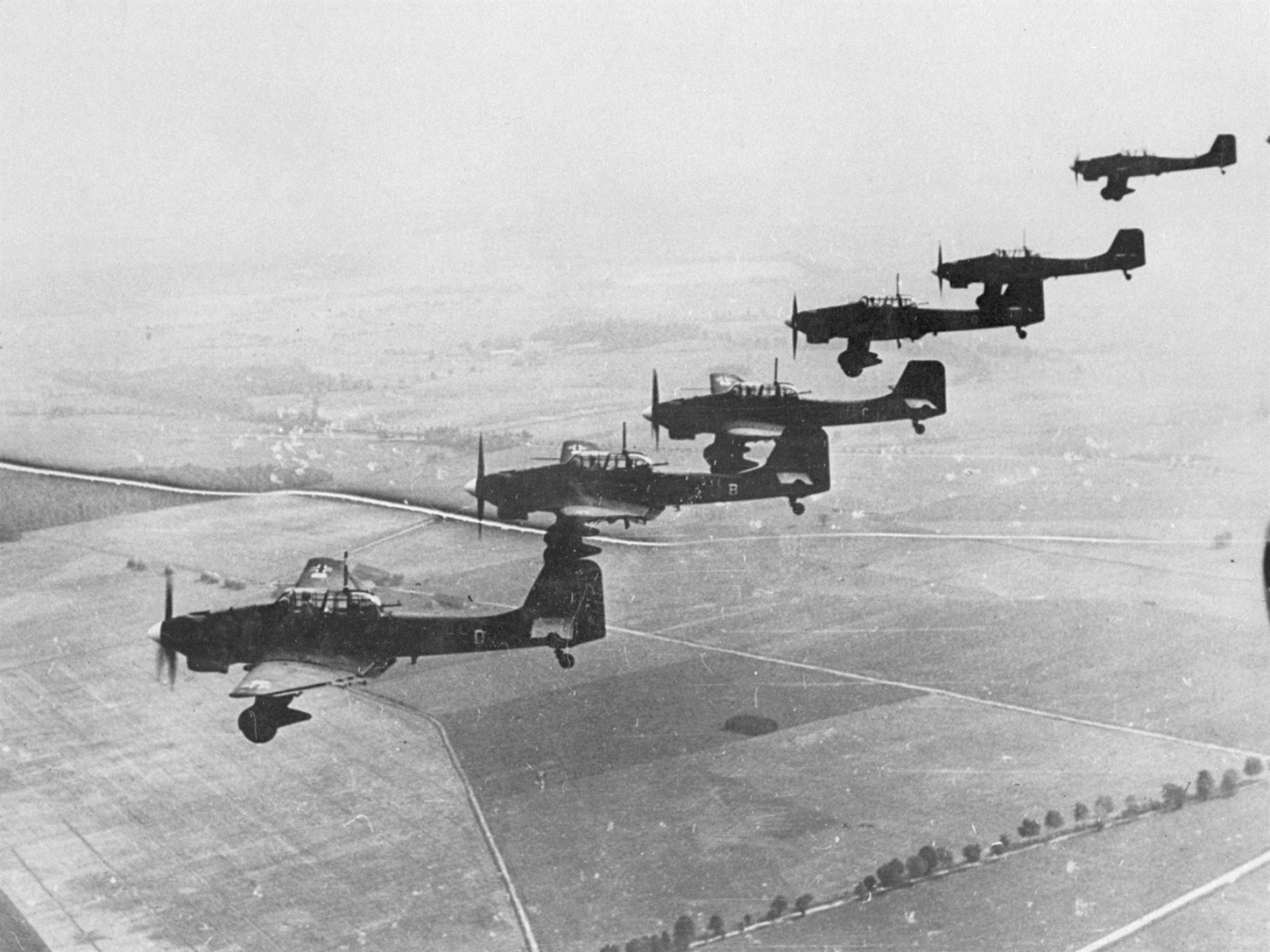
Bombardiere Ju 87B. Raidurile Ju 87 au produs pagube mari aeroportului RAF Detling.

StG 77 a executat un raid escortate de 52 de vânătorii Bf 109 din JG 27. Cele 52 bombardiere Ju 87 atacau împreună cu 40 de avioane Ju 88 din KG 54. Ambele formații aveau ca obiective aerodromurile Grupului 10 RAF. StG 77 avea ca țintă aeroportul RAF Warmwell. Acesta nu a reușit să își identifice ținta și și-a lansat bombele la întâmplare. Această unitate nu a atras atenția defensivei aeriene britanice, iar StG 77 a scăpat neidentificat.
Erprobungsgruppe 210 (unitate specială de testare a avioanelor și armamentului) a fost trimis mai departe spre este pentru atacarea unor ținte de lângă Southend. Grupul a decolat la 15:15, fiind escortat de vânătorii din ZG 76. Grupul nu a putut să identifice țintele, Essex fiind acoperit cu un strat gros de nori. Escadrila nr. 56 RAF a încercat să intercepteze bombardierele germane, care între timp și-au lansat  bombele asupra orașului Canterbury. II./StG 1 a fost trimis să  bombardeze aeroportule de lângă Rochester. Bombardierele nu au reușit să identifice ținta și s-au întors la baze fără incidente. Bombardierele în picaj ale  IV./LG 1 au fost trimise să atace aeroportul RAF Detling. Avioanele de vânătoare din JG 26 au fost trimise în fața bombardierelor să le curețe calea spre țintă. JG 26 a pierdut un avion Bf 109 în zona Folkestone din cauze necunoscute. Avioanele de bombardament în picaj Ju 87 au atac sub acoperirea a 40 de avioane de vânătoare Bf 109. În timpul atacului, comandantul aeroportului, E P Meggs-Davis, a fost ucis. Blocul de operații al aeroportului a fost lovit în plin, provocând pierderi grele personalului. De asemenea, au fost distruse la sol mai multe bombardiere ușoare Bristol Blenheim ale Escadrilei nr. 53. Au fost uciși la sol mai mulți piloți, printre care comandantul escadrilei, J.H Lowe. Printre cei răniți s-a aflat un as al aerului din Primul Război Mondial, Robert J. O. Compston. Pierderile totale ale stației s-au ridicat la 24 morți și 42 răniți. Dar, Detling nu era un aeroport al RAF Fighter Command, ci al Bomber Command, iar bombardamentul nu a afectat în nici un fel capacitatea de luptă a aviației de vânătoare.

### Raidurile din sud-estul Anglei
I./KG 55, II./KG 55 și III./KG 55 au efectuat la rândul lor bombardamente. III./KG 55 a atacat aeroportul Heathrow. Nu se cunosc rezultate și pierderile britanicilor. KG 55 au suferit pierderi grele cu o zi mai înainte, astfel că operațiunile de pe 13 august au fost limitate. Pe 12 august, KG 55 pierduse 13 bombardiere  Heinkel He 111 și echipajele lor. Pe 14 august, grupul avea să își piardă și comandantul, Geschwaderkommodore Alois Stoeckl.
În după-amiaza zilei de 13 august, o forță de 80 bombardiere Do 17 din KG 3, escortate de JG 51, JG 52, JG 54 și 60 de avioane Bf 109 din JG 26 (aproape  270 de avioane de vânătoare), a luat ca obiective aeroportul Eastchurch și fabrica Short Brothers de la Rochester. III./KG 3 s-a desprins din formația principală și a atacat Eastchurch, iar II./KG 3 s-a îndreptat spre Rochester. Germanii au provocat distrugeri mari fabricii care producea bombardierul greu Short Stirling. Escadrilele RAF nr. 3, 64, 111, 151, 234, 249, 601 și 609 au executat manevrele de interceptare. În conformitate cu înregistrările jurnalului JG 26, atacul britanic nu a produs pierderi bombardierelor germane. Doar trei avioane Bf 109 de escortă au fost doborâte în luptele aeriene cu vânătorii RAF.
RAF Bomber Command a participat la rândul lui la luptele din acea zi. Deși comandantul Charles Portal a protestat față de ordinul de atac a aeroporturilor din Scandinavia, Ministerul Aerului a insistat pentru executarea unor asemenea raiduri. Escadrila nr. 82 RAF a trimis 12 bombardiere  Bristol Blenheim să atace aeroporturile de la t Aalborg (Danemarca). Unul dintre piloții participanți la raid s-a plâns la întoarcere de „probleme cu carburantul” și a fost trimis în fața curții marțiale. Acest pilot fusese la manșa singurului bombardier care s-a reîntors din raid. Restul a fost doborât de artileria antiaeriană și avioanele de vânătoare. Nouă membri ai echipajelor britanice au fost luați prizonieri, iar 24 au fost uciși în luptă.

### Raidurile de noapte
După căderea întunericului și acțiunile diurne aleAdlertag au trebuit să înceteze, Sperrle a trimis nouă avioane He 111 din Kampfgruppe 100 (Grupul de bombardament 100, KG 100) să execute un raid de bombardament strategic împotriva fabricii de avioane Supermarine Spitfire de la  Castle Bromwich, Birmingham. În ciuda faptului că grupul era format din specialiști în bombardamentele și în zborul de noapte, doar patru echipaje au reușit să găsească țintele. Cele unsprezece bombe de 250 kg lansate împotriva țintelor nu au produs suficiente pagube pentru ca să oprească producția de avioane. Cinci dintre cele unsprezece bombe au lovit halele de producție. Au fost puține victime, muncitorii fiind deja adăpostiți în adăposturi în momentul atacului. Pagube serioase au fost produse doar în birouri și a unei magazii de scule, iar o conductă de gaze a fost ruptă Grupul condus de Gruppenkommandeur Hauptmann (căpitanul) Friedrich Achenbrenner și-a condus cele bombardiere 15 He 111 din bazele din Bretania peste Marea Irlandei ca să atace fabricile Short Brothers din Belfast (Irlanda de Nord). Cinci avioane Short Stirling au fost distruse. KG 27 a luat la rândul ei parte la misiuni, executând raiduri de bombardament nocturn la Glasgow, deși obiectivele atacului nu sunt clare.
Alte bombardiere, care au declanșat etapa de noapte a Adlertag, au zburat de-a lungul și latul Marii Britanii, atacând orașele Bristol, Cardiff, Swansea, Liverpool, Sheffield, Norwich, Edinburgh și Aberdeen. Bombardamentele au produs aproximativ 100 de victime, mai multe căi ferate au fost distruse dar, per total, rezultatele bombardamentelor au fost nesemnificative față de eforturile depuse. Nu există date cu privire la pierderile germanilor. Un membru al unui echipaj german a fost găsit rătăcind în zona rurală din Balcombe, (Somerset). Nu au fost găsite urmele unui bombardier prăbușit și nu au fost descoperiți alți membri ai unui echipaj german.

## Urmări

### Efectele raidurilor
Germanii au continuat o campanie de bombardamente asupra aeroporturilor din sud-vestul Angliei, care începuse cu o zi în urmă. Pe 12 august, fuseseră atacate cele mai multe aeroporturi din Kent. Pe 13 august, germanii și-au concentrat atacurile asupra unei a doua linii de aeroporturi de la sud de Londra. Atacurile asupra Detling și Eastchurch au fost eșecuri, de vreme ce acestea erau baze ale pazei de coastă și nu aveau nicio relație cu Fighter Command, ținta exclusivă a raidurilor. Este posibil ca germanii să fi gândit că, după ce atacurile de pe 12 august au neutralizat aerodromurile Manston, Hawkinge și Lympne, ar fi fost posibil avioanele Comandamentului aviației de vânătoare să fi fost mutate pe Detling și Eastchurch. În realitate, bombardamentele de pe 12 august nu au distrus pistele aerodromurilor, iar Adlertag nu a reușit să distrugă sau măcar să scoată din uz pentru o vreme Detling și Eastchurch. Datorită informațiilor de proastă calitate, a condițiilor meteo și a rezistenței RAF, atacurile asupra altor ținte au eșuat sau nu și-au atins complet obiectivele.

### Revendicările exagerate ale victoriilor aeriene
Revendicările exagerate în războiul aerian nu erau ceva neobișnuit în epocă. În timpul Bătăliei Angliei, ca și în restul luptelor aeriene din timpul celei de-a doua conflagrații mondiale, ambele tabere au pretins că au doborât și au distrus la sol mai multe avioane inamice decât reușiseră  în realitate. RAF Fighter Command a revendicat doborârea a 78 de avioane germane pe 13 august 1940. Altă sursă afirmă că RAF a revendicat în mod oficial doar 64 de avioane inamice. În realitate, germanii au pierdut doar 47 de aparate de zbor–48 distruse și 39 grav avariate. În cealaltă tabără, Luftwaffe a revendicat distrugerea 70 de avioane Hawker Hurricane și Spitfires și alte 18 bombardiere Blenheim în luptele aeriene. Raportările depășeau pierderile reale ale britanicilor cu 700%. Germanii au pretins că au distrus și 84 de avioane de vânătoare RAF la sol. RAF a înregistrat de fapt pierderea la sol a doar 13 avioane de vânătoare, 11 bombardiere și 47 alte aparate de zbor.

### Bătălia Angliei
Eșecul înregistrat în timpul Adlertag nu a oprit Luftwaffe să își continue campania. Atacurile împotriva aeroporturilor RAF au continuat pe tot parcursul lunilor august și septembrie 1940. Luptele au implicat un mare număr de avioane și au dus la pierderi grele în ambele tabere. Luftwaffe nu a reușit să dezvolte o strategie coerentă pentru distrugerea RAF Fighter Command. La început, germanii au încercat să distrugă bazele RAF, apoi au continuat cu bombardamente strategice diurne și nocturne. Acestea au încercat să distrugă lanțuri întregi de fabrici britanice în același timp. Bombardamentele au vizat fabricile de avioane, fabricile din industria orizontală, rețelele de transport, gările și porturile maritime și fluviale. Atacurile au vizat și distrugerea moralului populației britanice prin bombardarea zonelor rezidențiale.
Incapacitatea Luftwaffe de identificare a rețelei de radare și confuzia dintre bazele aviației de vânătoare și a altor comandamente RAF (paza de coastă, aviația flotei etc) au subminat eforturile pentru distrugerea capacității de luptă a  RAF Fighter Command. Luftwaffe a subestimat capacitatea de detecție a sistemelor radar britanice și nu au reușit să înțeleagă sistemul operațional de comandă și control al zborurilor. OKL a considerat că informațiile furnizate de stațiile radar îi vor determina pe britanici să trimită avioanele de vânătoare să se implice în lupte aeriene de mare amploare, în timpul cărora ar fi fost decimate de Luftwaffe. Industria producătoare de avioane a avut capacitatea să acopere pierderile materiale ale RAF, iar școlile de piloți au putut să înlocuiască aviatorii căzuți la datorie într-un ritm care să permită continuarea luptei defensive cu sorți de izbândă. Mai mult chiar, echipele de întreținere și reparații de la sol ale RAF au asigurat o rată a disponibilității avioanelor foarte ridicată, în timp ce numărul echipajelor Luftwaffe a fost în continuă scădere în august-septembrie.
După eșecul înregistrat în încercarea de distrugerea a RAF, Luftwaffe a adoptat o nouă strategie, total diferită, a bombardamentelor strategice cunoscute ca The Blitz. Totuși, la fel ca în cazul campaniei împotriva RAF, tipurile țintelor alese au variat foarte mult, germanii neconcentrându-se suficient de mult timp asupra unui singur obiectiv. Discuțiile în rândurile principalilor factori de decizie din cadrul OKL s-au concentrat mai mult asupra tacticilor decât a strategiei. Metodele adoptate de OKL au condamnat la eșec ofensiva împotriva Regatului Unit chiar din start. Rezultatul final al campaniilor aeriene împotriva Regatului Unit din 1940 și 1941 a fost un eșec decisiv, care avea să își pună amprenta asupra întregii desfășurării a războiului. Cum Hitler a implicat Germania în noi aventuri militare, Wehrmachtul a fost suprasolicitat și s-a dovedit incapabil să ducă o luptă pe mai multe fronturi. Până în 1944, aliații au reușit să organizeze deschiderea celui de-al doilea front european (Operațiunea Overlord) și să ducă mai apoi o campanie victorioasă în Europa Occidentală. Bătălia Angliei le-a asigurat aliaților occidentali o bază folosită pentru lansarea unei campanii care avea să îi ducă în final la joncțiunea cu Armata Roșie sovietică în Europa Centrală la sfârșitul lunii mai 1944 și la înfrângerea finală a Germaniei Naziste.

## Resurse internet
- Directiva nr. 16 – traducere în engleză